# Cecidolampa barbotini
Cecidolampa barbotini is een vliesvleugelig insect uit de familie Pteromalidae. De wetenschappelijke naam is voor het eerst geldig gepubliceerd in 1975 door Askew.